# Johannes Peder Anchersen
Johannes (Hans) Peder Anchersen, född den 4 oktober 1700 i Sønder Bork, död den 22 april 1765 i Köpenhamn, var en dansk historiker. Han var bror till läkaren Ancher Anchersen.
Anchersen, som 1736 blev professor vid universitetet, utgav, förutom talrika dissertationer om ämnen inom klassisk filologi, det omfångsrika verket Herthedal ved Lejre i Sjælland og det gamle Danmark 150 Aar før og efter Kristi Fødsel (1745), som ännu har värde som en förteckning över äldre uppfattningar om detta antikvariska spörsmål. Anchersen var nära vän till Holberg, i vars ämbetsbostad han hade en lägenhet. Han utövade stort inflytande på den unge Peter Frederik Suhm.